# Jimmy Reiter
Christoph „Jimmy“ Reiter (* 10. November 1975 in Hannover) ist ein deutscher Bluesmusiker.

## Leben und Wirken
Reiter lebt seit seiner Kindheit in Osnabrück, wo er ab dem Alter von zehn Jahren klassische Gitarre am Konservatorium lernte. Als Teenager wechselte er zur E-Gitarre und erhielt Unterricht bei Todor Todorovic von der Blues Company. Seit Anfang der 1990er-Jahre ist er regelmäßiger Gast bei der wöchentlichen Blue-Monday-Session, die zunächst in der Szenekneipe Pink Piano stattfand. Hier lernte Reiter Musiker und Musikerinnen wie Angela Brown, Christian Rannenberg oder Keith Dunn kennen, die ihn bald als Gitarristen für ihre eigenen Auftritte engagierten. Gleichfalls im Pink Piano machte Reiter 1999 Bekanntschaft mit dem Washingtoner Sänger und Bluesharpspieler Doug Jay, dessen Band Doug Jay & the Blue Jays er sich im Jahr darauf anschloss. In den folgenden zehn Jahren tourte die Band ausgiebig durch Europa und nahm zwei Alben für das Bremer Label CrossCut Records auf.
Ab 2008 hatte Reiter für mehrere Jahre den Job des Gitarristen der Bluesnight Band inne, die internationale Künstler wie Larry Garner, Darrell Nulish, Sydney Youngblood und Ron Williams bei ihren Auftritten in Deutschland begleitete. 2011 veröffentlichte Reiter sein Solodebüt High Priest of Nothing, das mit musikalischen Wegbegleitern aus unterschiedlichen Bands eingespielt wurde. Das Album wurde im vierten Quartal 2011 in die Bestenliste des Preis der deutschen Schallplattenkritik aufgenommen: „Traditioneller Blues, eingespielt mit vielen Gästen, bildet die Basis, Ausflüge in moderne Gefilde bereichern die CD.“ Aus der Studiobesetzung von High Priest of Nothing kristallisierte sich die Jimmy Reiter Band heraus, die 2015 das Album Told You So einspielte. Es hieß darüber in einer Rezension des Fachmagazins bluesnews, es sei „ein facettenreiches Bluesalbum, das eine klare Orientierung an Genretraditionen mit einem frischen Soundkostüm zu einem stimmigen Ganzen“ vereine.
Im März 2016 wurde Jimmy Reiter mit dem BiG Blues Award als bester zeitgenössischer Blueskünstler des Jahres 2015 ausgezeichnet. Im Juli 2017 gewann die Jimmy Reiter Band den German Blues Award als beste deutsche Bluesband. Reiters viertes Album unter eigenem Namen, Live, besteht aus Konzertmitschnitten. „Höchst lebendig, intensiv und doch von einer unverkrampft heiteren Leichtigkeit,“  wurde es beim Preis der deutschen Schallplattenkritik im zweiten Quartal 2021 in die Bestenliste aufgenommen.
Neben den Auftritten mit seiner eigenen Band steht Reiter häufig als Gitarrist mit anderen Künstlern wie Albie Donnelly, Dede Priest und Memo Gonzalez auf der Bühne und wird für Studioaufnahmen engagiert, so u. a. von Big Daddy Wilson, Chad Strentz und Dede Priest. Auch für den Osnabrücker Entertainer Christian Steiffen steuerte er als Gitarrist einige Beiträge zu dessen Studioalben bei.
TrueFire, eine US-amerikanische Online-Plattform für Gitarrenunterricht, veröffentlichte 2016 mit Jimmy Reiter's Soul Guitar Guidebook Reiters erstes Lehrvideo. 2018 folgte ein zweiter Teil, Jimmy Reiter's Soul Guitar Guidebook Vol. 2.

## Diskografie
- 2011 High Priest of Nothing (Pogo Pop Muzik) – Bestenliste 4/2011 des Preis der deutschen Schallplattenkritik e. V.
- 2015 Told You So (Pogo Pop Muzik)
- 2019 What You Need (Pogo Pop Muzik)
- 2021 Live (Pogo Pop Muzik) – Bestenliste 2/2021 des Preis der deutschen Schallplattenkritik e. V.

### Mit anderen Künstlern (Auswahl)
- 1996 The Pink Piano Allstars - Fool's Paradise (Happy Valley Records)
- 1997 Tom Vieth - I'm Gonna Carry On And Sing The Blues (Out Of Space Records)
- 2000 Tommy Schneller Extravaganza - Blues For The Ladies (Out Of Space Records)
- 2002 Big Bones - So Low (Bon-A-Fide Blues)
- 2003 The Pink Piano Allstars - Blues Monday Jam Anniversary Night (Pogo Pop Muzik)
- 2005 Doug Jay & the Blue Jays – Jackpot! (CrossCut Records)
- 2006 Los Reyes Del KO - Hot Tin Roof (Hotsak)
- 2007 Doug Jay & the Blue Jays – Under the Radar (CrossCut Records)
- 2009 Keith Dunn - Keith Dunn Collection (DeeTone Records)
- 2009 Big Daddy Wilson – Love Is the Key (Ruf Records)
- 2010 Tom Vieth - G-Town Girls (Groove Stew Records)
- 2013 Tom Vieth - Playground Blues Jam (Groove Stew Records)
- 2013 Christian Rannenberg u. a. - The Walter Davis Project (Electro-Fi Records)
- 2014 Kai Strauss - Electric Blues (Continental Records Services)
- 2014 Chad Strentz – Shake-Down (TreeHouse44)
- 2016 The Pink Piano Allstars - 30 Years Blue Monday Blues Jam (Pogo Pop Muzik)

## Lehrmaterial
- 2016 Soul Guitar Guidebook (TrueFire, Lehr-DVD)
- 2018 Soul Guitar Guidebook, Volume 2 (TrueFire, Lehr-DVD)